# Церковь Петра и Павла на Волжском берегу
Церковь Петра и Павла на Волжском берегу — утраченный православный храм в Ярославле, на Волжской набережной. Основан Ярославом Мудрым в одно время с основанием города. В 1691 году был перестроен в камне и являлся одним из лучших произведений ярославской школы зодчества. Разрушен в 1937-м.

## История
Согласно «Топографическому описанию Ярославского наместничества» (1794), церковь святых апостолов Петра и Павла — самый первый храм Ярославля, основанный князем Ярославом в 1024 году. Основанный при храме Петровский монастырь впервые упоминается под 1186 годом в житии Никиты Столпника, созданном на рубеже XIV—XV веков.
В XIII веке Петропавловский храм занимал особое положение в Ярославле, на что указывает захоронение при нём некоторых членов ярославского княжеского дома — княгини Ксении, супруги князя Василия Всеволодовича; их дочери Анастасии, первой жены князя Фёдора Ростиславича Чёрного, с сыном — князем Михаилом Фёдоровичем. Князь Михаил и княгини Ксения и Анастасия долгое время были почитаемы ярославцами как святые, но официально канонизированы не были. До середины XVIII века в церкви ежегодно отправлялась по погребённым торжественная панихида
В XIV веке Петровский монастырь был упразднён и храм стал приходским для жителей образовавшейся рядом Петровской ловецкой слободы. С древних времён церковь была ружной, грамоты Ивана III, Василия III, Ивана IV, Фёдора Ивановича, Михаила Федоровича и Алексея Михайловича давали ей содержание и привилегии, каких в Ярославле не имел ни один другой храм. В XVIII веке выплата руги была прекращена.

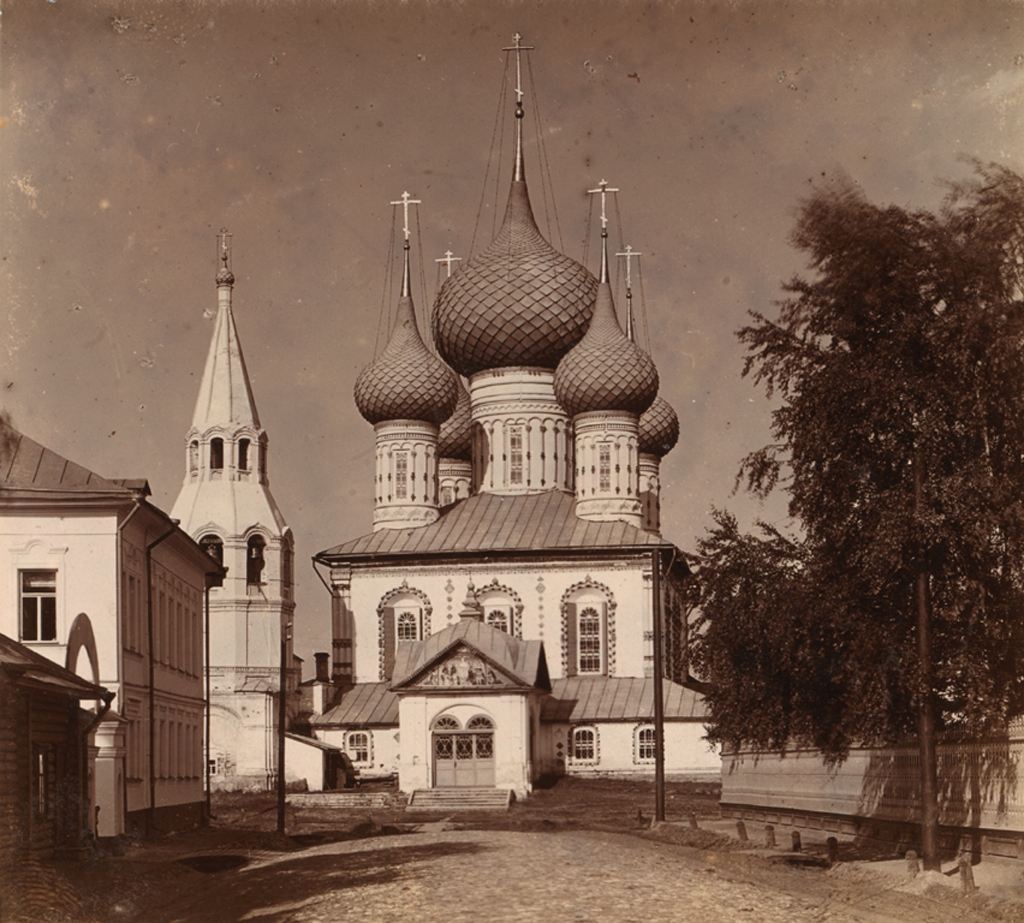
Вид с Малой Петропавловской улицы, 1910 год

Каменный храм Петра и Павла построили в 1691 году на средства прихожан на месте сгоревшего деревянного. В нём были два придела: по правую сторону от алтаря — во имя преподобного Михаила Малеина, по левую сторону — во имя святого архангела Михаила. Внутри храм полностью покрыли стенным письмом. В составе росписей имелись сцены жития Никиты Столпника, в частности, обретение вериг святого старцем Симеоном. В иконостасе находилась икона Михаила Малеина с предстоящими Ксенией и Анастасией, и другие, происходившие, по преданию, из Петровского монастыря, — Спаса, Троицы, Смоленской и Печерской Богоматери, апостолов Петра и Павла.
В конце XVIII века при храме открылась богадельня, которую содержал купец Викулин.
По сообщению архиепископа Самуила, в 1781 году в приходе храма было 895 человек, проживавших в 94 домовладениях. В 1908 году прихожан было уже 224 человека.
К югу от холодной Петропавловской церкви в 1840 году построили тёплую во имя Николая Чудотворца с приделом иконы Божией Матери «Всех скорбящих Радость» на средства прихожанина купца Сергея Галочкина.
По храму получили название две ярославских улицы — существовавшая с древности Петропавловская, которая вела от храма в город, и Малая Петропавловская, проложенная при перепланировке города в 1778 году.

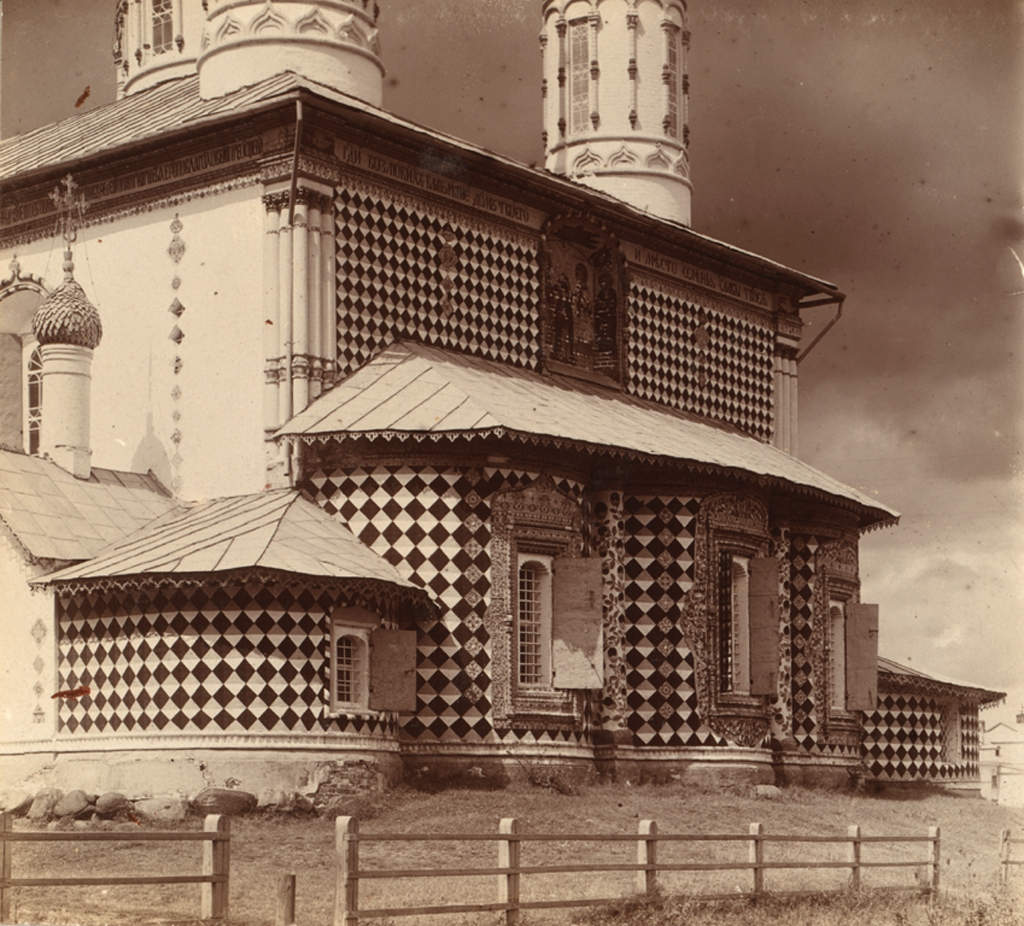
Алтарная сторона храма, 1910 год

В июле 1918 года в результате артиллерийского обстрела Ярославля Красной армией храм получил сильные повреждения. В 1922 году он был отремонтирован сотрудниками Ярославской реставрационной мастерской под руководством Петра Барановского, но в 1931 году советские власти закрыли приход, а в 1937-м полностью разрушили оба храма. Барановский писал: «Тамошние варвары взорвали церковь Петра и Павла на волжском берегу. А ведь она была отреставрирована мною и сияла божественной красотой…» После этого, не смирившись с утратой, он больше ни разу не приезжал в Ярославль.

## Архитектура
Петропавловская церковь имела планировку, типичную для ярославских церквей XVII века. Основной храм — кубического типа, замыкающийся тремя невысокими апсидами главного алтаря и увенчанный пятью луковичными главами на вытянутых световых барабанах. С трёх сторон четверик был окружён крытой галереей с симметричными приделами с двух сторон, увенчанными главками. Перед входом в храм у галереи устроено островерхое четырёхскатное крыльцо. С западной стороны к галерее была пристроена 26-метровая шатровая колокольня. Отличительной особенностью церкви были муравленые и изразцовые украшения фасада.
Современники считали храм одним из лучших в городе по своей архитектуре. В 1920‑х годах ярославские реставраторы писали о нём в своём отчёте:: «В этом храме более чем в других сказались и новые веяния — погоня за освещением и введение западных классических форм. На непривычного нового зрителя храм производит очень сильное, даже „неизгладимое“ впечатление».

## Галерея

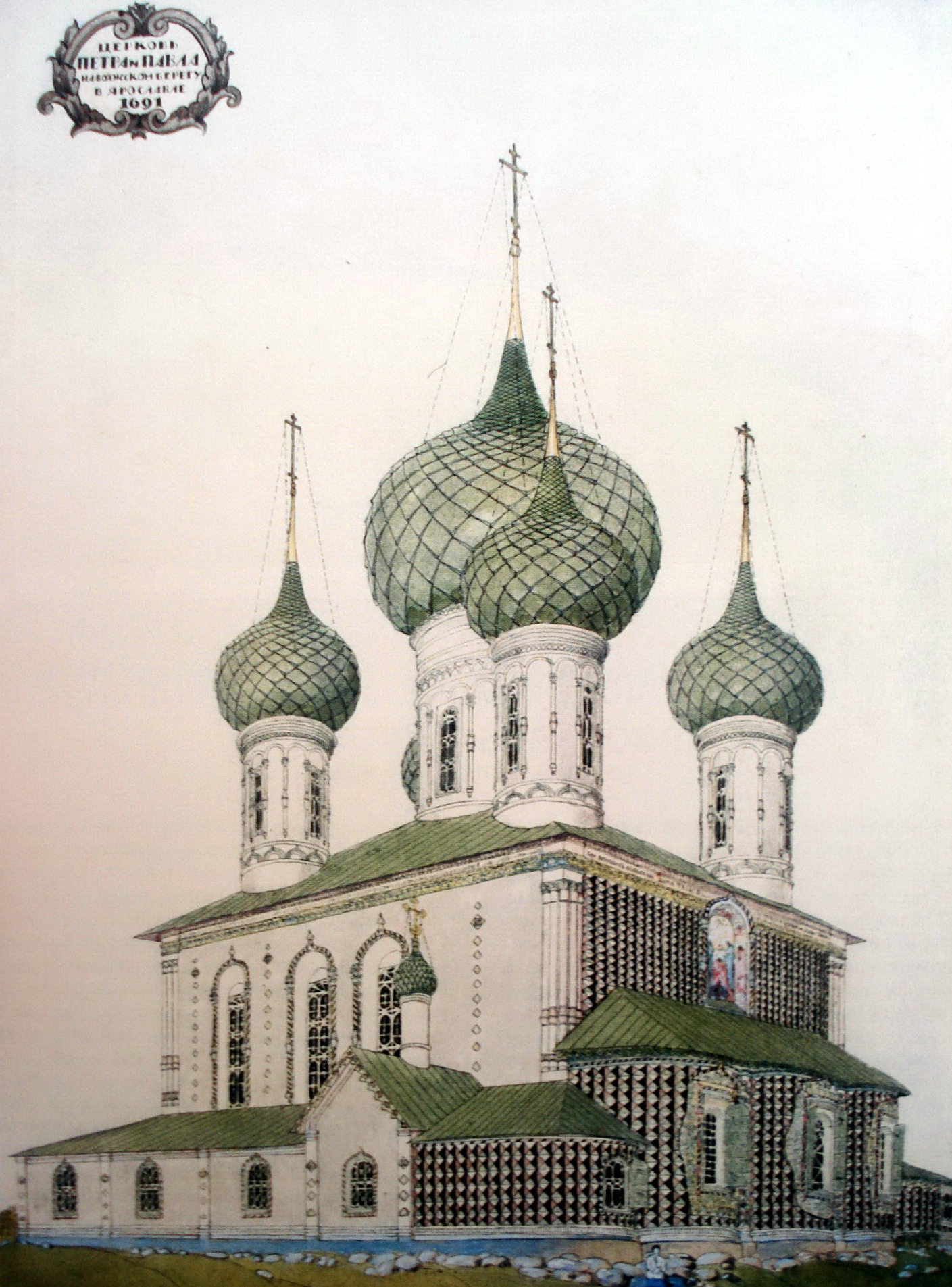
Храм на рисунке Н. Н. Малыгина. 1920-е годы
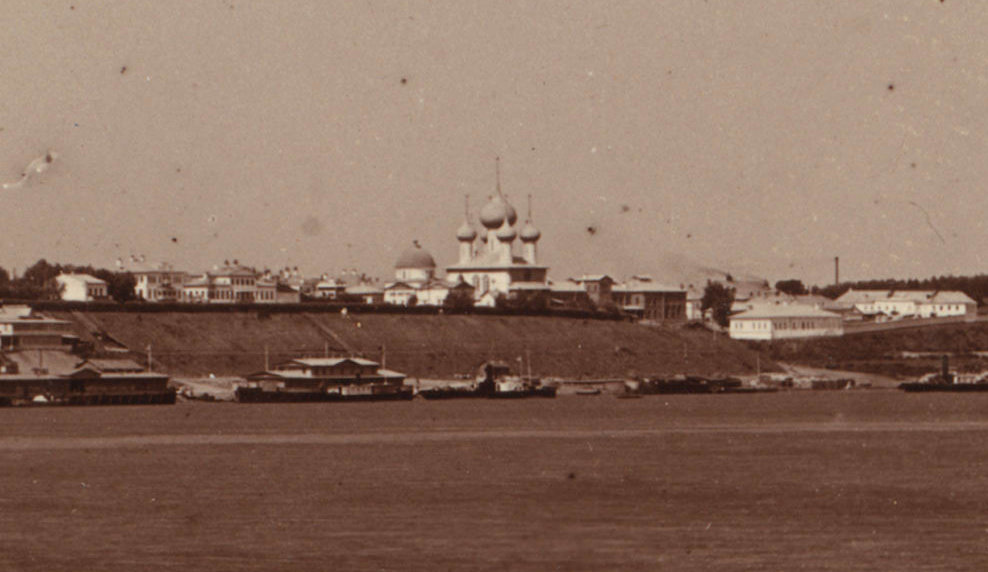
Вид с Волги
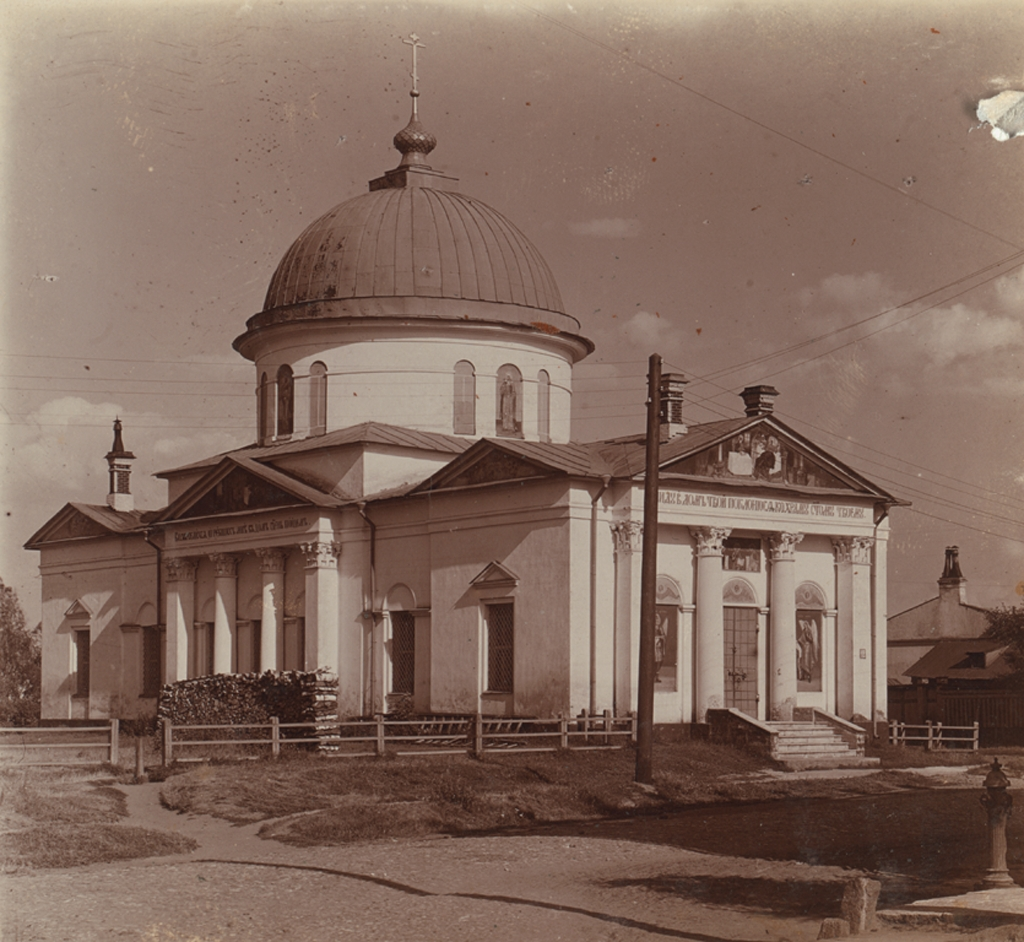
Тёплый храм во имя Николая Чудотворца